# Ichthyaetus relictus
Il gabbiano relitto (Ichthyaetus relictus, Lönnberg 1931) è un uccello della famiglia dei Laridi.

## Sistematica
Ichthyaetus relictus non ha sottospecie, è monotipico.

## Distribuzione e habitat
Questo gabbiano nidifica in Mongolia, nel Kazakistan orientale, in Russia e nella Mongolia Interna. D'inverno alcune popolazioni si spostano nella Corea del Sud, altre sulle coste orientali della Cina e altre ancora sugli altipiani tibetani o dello Xinjiang. È di passo in Giappone, Kirghizistan e Vietnam, e anche in Bulgaria.